# 배세화
배세화(1980년~ , 서울특별시 출생)는 대한민국의 예술가이다. 증기로 구부린 호두나무를 이용해 작품에 유려하고 우아한 곡선을 만드는 것으로 유명하다. 배세화의 영감은 한국 전통의 아름다움과 자연의 조화에서 비롯된다. 배세화는 서울의 홍익대학교에서 목조 및 가구 디자인 전공으로 미술 학사 학위를 받았다.

## 작품

### 주요 전시
- 2015 코리아 나우! 디자인, 공예, 패션과 그래픽 디자인전, 장식박물관, 파리, 프랑스
- 2015 리빙 인 아트 II, 커넥트, 서미 인터내셔널, 로스앤젤레스, 캘리포니아, 미국
- 2015 리빙 인 아트 I, 렛츠 아트, 서미 인터내셔널, 로스앤젤레스, 캘리포니아, 미국
- 2013 한국 현대 디자인 2, R20th 센추리 갤러리, 뉴욕
- 2011 배세화, 스팀 시리즈, 헌치 오브 베니슨, 런던
- 2010 도자를 넘어, 이천 세계도자센터, 이천
- 쇼 핸드-아티 페어, 힐스테이트 갤러리, 서울
- 10/10, 동대문 디자인 플라자 & 파크 갤러리, 서울
- 코리아-캐나다 공예, 밴쿠버
- 2009 인도어 디자인 포 라이프, 클레이아크, 서울
- 서울 디자인 페스티벌, 코엑스, 서울
- 코리아 투모로우, 세텍, 서울
- 2009 청주 국제 공예 비엔날레, 청주
- 디자인 큐브, 서울
- DMY-디자인 마이 영스터, 아레나, 베를린
- 2008 조명 디자인 컬렉션, 래미안 갤러리, 서울
- 솜리 문화예술회관, 익산
- 닛폰생명 2008
- 일본 목조 가구 및 생활 장비, 도쿄
- 서울 디자인 올림피아드, 서울
- 가나 아트 센터/크래프트샵, 서울
- 서울 디자인 페스티벌, 코엑스, 서울
- 아사히카와 가구 센터, 아사히카와

### 수상
- 2009 금상, 경기 가구 공모전, 대한민국
- 2008 특별상, 한국 공예조직위원회, 대한민국
- 홍림상, 대한민국
- 실버리프, 국제 가구 디자인 페어 아사히카와, 일본
- 가장 인기 있는 작품, 리빙 디자인 어워드, 대한민국
- 2006 우승, 가구 가이드 공모전, 대한민국
- 은상, 경기 가구 공모전, 대한민국
- 2005 결선 진출, 청주 국제 가구 공모전, 대한민국

### 소장
- 아모레퍼시픽 미술관, 대한민국
- CJ, 대한민국
- 녹십자, 대한민국
- 페어
- 2013 디자인 마이애미/바젤, 바젤 디자인 데이즈 두바이, 두바이, 디자인 마이애미/마이애미
- 2012 디자인 마이애미/, 마이애미 PAD, 파빌리온 오브 아트 & 디자인, 런던 디자인 마이애미/바젤, 바젤
- 2011 디자인 마이애미/, 마이애미 디자인 마이애미/바젤, 바젤
- 2010 디자인 마이애미/, 마이애미 디자인 마이애미/바젤, 바젤 서울 리빙 디자인 페어, 코엑스, 서울
- 2009 KIAF/한국 국제 아트 페어, 코엑스, 서울 디자인 페어 솔솔, 코엑스, 서울 코리아 아트 갤러리 페어, 벡스코, 부산 서울 옥션 쇼, 코엑스, 갤러리 서미, 서울 푸오리 살로네, 밀라노
- 2008 크래프트 트렌드 페어, 코엑스, 서울 서울 리빙 디자인 페어, 코엑스, 서울
- 2006 서울 리빙 디자인 페어, 코엑스, 서울 크래프트 페어, 코엑스, 서울 서울 홈 데코, 코엑스, 서울 코펀, 킨텍스, 경기